# Kaple svatého Archanděla Michaela (Slezská Harta)
Kaple svatého Archanděla Michaela v obci Slezská Harta (okres Bruntál) je zanikající kaple postavená v 19. století a kulturní památka České republiky.

## Popis
Jednolodní neorientovaná stavba, kamenná plochostropá s půlkruhovým závěrem kněžiště a kvadratovou předsunutou věží. Loď byla zastřešena sedlovou střechou, sakristie valbovou. Věž byla završena bání s lucernou. Jako střešní krytina byla použita břidlice.
Objekt v havarijním stavu. Kaple byla obklopena hřbitovem, který byl zrušen.